# Кусада (Алабама)
Кусада (енгл. Coosada) град је у америчкој савезној држави Алабама. По попису становништва из 2010. у њему је живело 1.224 становника.

## Демографија
Према попису становништва из 2010. у граду је живело 1.224 становника, што је 158 (11,4%) становника мање него 2000. године.
| Група             | 2000.       | 2010.       |
| Белци             | 772 (55,9%) | 684 (55,9%) |
| Афроамериканци    | 588 (42,5%) | 490 (40,0%) |
| Азијати           | 2 (0,1%)    | 2 (0,2%)    |
| Хиспаноамериканци | 9 (0,7%)    | 36 (2,9%)   |
| Укупно            | 1.382       | 1.224       |